# Becks (film)
Pour les articles homonymes, voir Becks.
Pour plus de détails, voir Fiche technique et Distribution.
Becks est un film américain réalisé par Daniel Powell et Elizabeth Rohrbaugh, sorti en 2017.

## Synopsis
Après une rupture avec sa petite amie, une musicienne de Brooklyn retourne chez sa mère dans le Midwest.
Alors qu'elle erre dans sa ville natale, jouant dans les bars pour se faire de l'argent, une relation inattendue commence à prendre forme.

## Fiche technique
- Titre original : Becks
- Réalisation : Daniel Powell, Elizabeth Rohrbaugh
- Scénario : Daniel Powell, Elizabeth Rohrbaugh, Rebecca Drysdale
- Montage : Jim Isler
- Musique : Alyssa Robbins, Steve Salett
- Production : Alex Bach, Elizabeth Rohrbaugh
- Sociétés de production : Irony Point, Outer Borough Pictures
- Sociétés de distribution :
- Pays d’origine :  États-Unis
- Langue originale : anglais américain
- Lieux de tournage : New York, État de New York, États-Unis
- Format : Couleurs
- Genre : Comédie, romance saphique
- Durée : 90 minutes (1 h 30)
- Dates de sortie :
  -  États-Unis :
    - 15 juin 2017 au Festival du film de Los Angeles
    - 21 juin 2017 au Festival du film Frameline
    - 9 juillet 2017 à l'Outfest
    - 12 octobre 2017 (Woodstock Film Festival (en))
    - 9 février 2018

  -  Royaume-Uni : 25 septembre 2017 au Festival de Raindance

## Distribution
- Lena Hall : Becks
- Natalie Gold : Lizzy
- Hayley Kiyoko : Lucy
- Wally Dunn : Gene
- Isabella Farrell : Kimmy
- Dan Fogler : Dave
- Caden Gerb : Caleb
- Hudson Gerb : Matty
- Sas Goldberg : Callie
- Monica Hammond : la serveuse
- Christine Lahti : Ann
- Chris Myers : Jake
- Darren Ritchie : Mitch
- Mena Suvari : Elyse
- Maxim Swinton : Roman
- Morgan Weed : Maggie
- Sarah Wilson : Mercede
- Michael Zegen : Pete
- Casey Krehbiel : le patron du bar
- And Palladino